# Cinetus princeps
Cinetus princeps är en stekelart som beskrevs av Nixon 1957. Cinetus princeps ingår i släktet Cinetus, och familjen hyllhornsteklar. Arten är reproducerande i Sverige.